# Wild Weasel

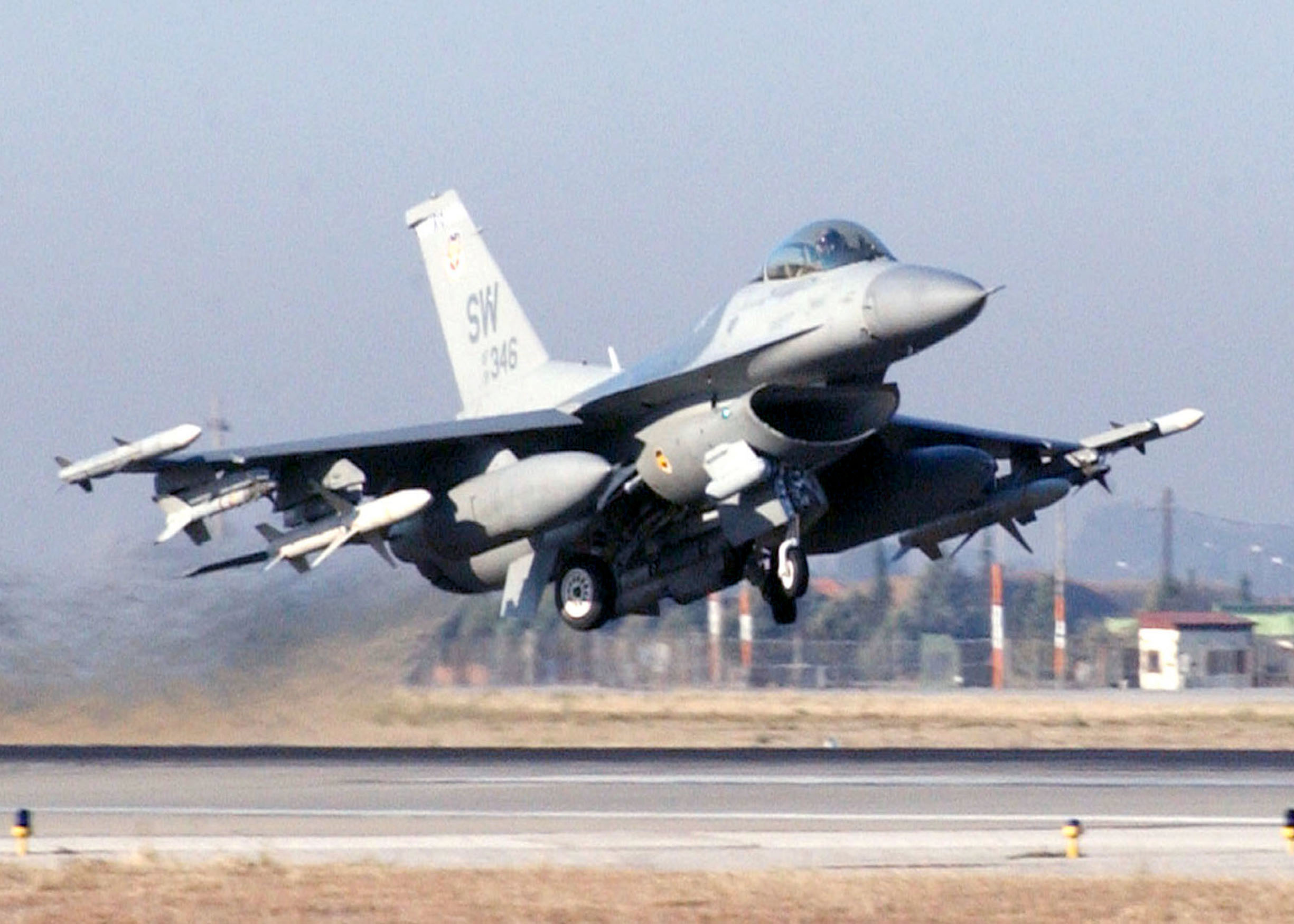
F-16CJ Block 50 echipat pentru misiuni SEAD.

Wild Weasel (în limba engleză: nevăstuică sălbatică) este denumirea unui avion special modificat pentru a putea identifica, localiza, distruge fizic sau anihila instalațiile terestre inamice de apărare antiaeriană. Denumirea este folosită de obicei pentru avioanele Forțelor Aeriene Americane folosite în misiuni de tip suprimarea apărării antiaeriene inamice (în engleză Suppression of Enemy Air Defenses, abreviat SEAD). În prezent, avionul F-16 este folosit pentru aceste misiuni.
Misiunea unui avion Wild Weasel este de a ademeni sistemele antiaeriene cu baza la sol să-și folosească senzorii care radiază energie electromagnetică. În timpul acestui proces, avionul Wild Weasel detectează sursa undelor radar și poate lovi cu precizie instalațiile inamice. Viteza de reacție a avionului-momeală este crucială, acesta fiind nevoit să distrugă instalațiile inamice înainte ca acestea să-l doboare. Avioanele destinate acestor misiuni sunt dotate cu rachete antiradiații (autoghidare pasivă pe o sursă de radiație) și echipamente radar și de bruiaj avansate. Tacticile de suprimare a apărării antiaeriene inamice care implică avioane Wild Weasel au fost dezvoltate în timpul Războiului din Vietnam și Războiului de Iom Kipur, fiind perfecționate ulterior.